# Nilvattenbock
Nilvattenbock (Kobus megaceros) är en afrikansk antilop som tillhör släktet vattenbockar.

## Kännetecken
Arten är jämförelsevis robust för en antilop och har långa hår. Den når en mankhöjd mellan 80 och 102 centimeter, en kroppslängd mellan 135 och 165 centimeter samt en vikt mellan 60 och 120 kilogram.
Liksom hos letjevattenbocken är nosen ganska kort. Klövarna är påfallande långa och den inre tån smalare än de yttre. Hannar har S-formiga horn som blir 50 till 80 centimeter långa. Hannarnas päls blir under individens liv allt mörkare tills den får en färg liksom mörk choklad eller helt svart. Bakom hornen har hannarna en vit fläck ungefär lika stor som en knytnäve. Från fläcken går ofta en bredare vit strimma mot främre ryggen. Mönstret liknar ibland en vit sadel. Även undersidan och svansen är vitaktiga. Honor saknar horn och är gulaktig till rödbrun, tydlig ljusare än hannar. De har ibland otydliga teckningar på pälsen.

## Utbredning och habitat
Nilvattenbocken lever endemiskt i träskområdet Sudd i Sydsudan nära staden Malakal. Den Vita Nilen ändrar här hela tiden sitt lopp, vilket ger träskmarken skiftande utseende.

## Levnadssätt
Den lever i grupper med upp till 50 eller fler medlemmar. Större grupper består av flera honor och en hanne. Dessutom finns mindre grupper med bara hannar. Födan utgörs nästan uteslutande av gräs och vattenväxter. Hannarna strider med varandra om rätten att para sig.
Dräktigheten varar i cirka 236 dagar och sedan föds vanligen en enda unge, som blir självständig efter 6 till 8 månader.
Livslängden är bara känd för individer i fångenskap. Den är vanligen 11 år och i undantagsfall upp till 19 år.

## Status och hot
Omkring 1980 uppskattades populationen till 36 000 individer. Sedan minskade beståndet oroväckande och 2007 räknades med hjälp av helikopter bara 4291 individer, som främst vistades i och nära naturskyddsområdet Zerat. IUCN listar därför arten som starkt hotad (EN).